# ساندي شو (مغنية)
ساندي شو (بالإنجليزية: Sandie Shaw)‏ مغنية بريطانية حاصلة على رتبة الإمبراطورية البريطانية MBE، وواحدة من أنجح المطربات البريطانيات في الستينيات، صعدت ثلاثة من أغنياتها المنفردة في المملكة المتحدة على المركز الأول:
(هناك) دائمًا شيء ما ليذكرني (1964) There's) Always Something There to Remind Me)
عاش الحب (1965) Long Live Love
دمية بالخيط (1967) Puppet on a String
أصبحت أول بريطانية تفوز في مسابقة الأغنية الأوروبية. عادت إلى قائمة أفضل 40 أغنية في المملكة المتحدة، لأول مرة منذ 15 عامًا، مع نسختها لعام 1984 لأغنية فريق الروك البريطاني سميثز the Smiths «يدًا في القفازHand in Glove». أعلنت شو اعتزالها الغناء في عام 2013، وهي في عمر 66 سنة.
انضمت شو في أبريل 2012، إلى حملة منظمة العفو الدولية لإنهاء انتهاكات حقوق الإنسان في أذربيجان، البلد المضيف لمسابقة الأغنية الأوروبية لعام 2012، بعد أن تعرضت الصحفية خديجة إسماعيلوفا للابتزاز بتسجيل شريطًا جنسيًا لها. وصرحت شو: «إن أي شخص يتدنى إلى هذا الحد في محاولة لإسكات صحفي مستقل أمر مقزز. يجب تقديم الأشخاص الذين يقفون وراء هذه الحملة المروعة للابتزاز والتشهير إلى العدالة. ويجب أن يتوقف اضطهاد الصحفيين المستقلين في أذربيجان»، وفي أغسطس 2014، كانت شو واحدًة من 200 شخصية عامة وقعوا على رسالة إلى صحيفة «الجارديان» للتعبير عن أملهم في أن تصوت اسكتلندا للبقاء جزءًا من المملكة المتحدة في استفتاء سبتمبر حول هذه المسألة.  

## وصلات خارجية
- Official website
- صورة لSandie Shaw (née Sandra Goodrich) في معرض اللوحات القومي